# Soltankənd (İsmayıllı)
Soltankənd è un comune dell'Azerbaigian situato nel distretto di İsmayıllı. Conta una popolazione di 534 abitanti.